# Катастрофа Dornier 228 под Катманду
Катастрофа Dornier 228 под Катманду — авиационное происшествие, произошедшее близ Международного аэропорта имени Трибхувана (Катманду, Непал) с самолётом Dornier Do 228 авиакомпании Agni Air.
Самолёт выполнял регулярный внутренний рейс из Катманду в Аэропорт имени Тэнцинга и Хиллари (Лукла).
По предварительной информации лайнер из-за неблагоприятных погодных условий в Лукле развернулся для посадки в аэропорту вылета и вследствие отказа генератора потерпел катастрофу в 24 километрах к югу от Катманду.

## Погибшие
Погибли все 14 человек, находившиеся на борту самолёта. По сообщению агентства Associated Press среди пассажиров были шесть граждан иностранных государств, в том числе четверо граждан Соединённых Штатов, один подданный Великобритании и один подданный Японии.
Представитель посольства Соединённых Штатов в Катманду официально подтвердил факт гибели четырёх граждан США.

## Расследование причин
24 августа пресс-секретарь министерства туризма и гражданской авиации Непала Лаксман Бхаттараи заявил о создании комиссии по расследованию причин катастрофы самолёта Dornier Do 228, поручив предоставить отчёт в течение следующих 65 дней. Правительственная комиссия во главе с авиационным экспертом Кумаром Прасадом Упадхьяи (Kumar Prasad Upadhyay) состоит из пяти человек.